# As-Suwajra (Irak)
As-Suwajra (arab. الصويرة, Aş-Şuwayrah) – miasto w środkowym Iraku, w prowincji Wasit. Liczy około 55 tys. mieszkańców.